# Getsel Montes
Getsel Ramón Montes Escobar (ur. 23 czerwca 1996 w Sulaco) – honduraski piłkarz występujący na pozycji środkowego obrońcy, od 2017 roku zawodnik Realu España.